# Йоханес Бобровски
Йоханес Бобровски (на немски: Johannes Bobrowski), пълно име Johannes Konrad Bernhard Bobrowski, е немски поет, белетрист, есеист и преводач.

## Биография
Йоханес Бобровски е роден в Тилзит, Източна Прусия. Израства в дома на железопътен чиновник, а в 1928 г. семейството се преселва в Кьонигсберг (днес Калининград), града на философа Имануел Кант.
Още от юношеските си години Бобровски развива интерес към историята и изкуството на германските, славянските и прибалтийските народи, увлича се от старинна музика, сам свири на орган и рисува. В 1937 г. започва да следва в Берлин история на изкуството, но е призован във Вермахта. Прекарва цялата Втора световна война на фронта като ефрейтор, воюва в Полша, Франция и на Източния фронт – в Прибалтика и при Новгород, – където създава и първите си стихотворения. В самия край на войната Бобровски попада в плен и остава в съветски трудов лагер край Ростов на Дон до 1949 г. След завръщането си в Германия работи до смъртта си като редактор в издателство и в 1955 г. публикува своите „Пруска елегия“ в списание „Зин унд Форм“.

## Творчество
Под перото на Бобровски излизат четири стихосбирки – „Сарматско време“ (1961), „Реки на сенчестата земя“ (1962), „Знаци на времето“  (1967) и „Сред гъсталаците на вятъра“ (1970) (последните две посмъртно), – в които с неповторима пластичност и изразителност обрисува природата и хората на Прибалтика и северните части на Русия и Германия, където се сблъскват, за да се оплодят взаимно славянската с немската култура. Световна слава му донасят романите „Воденицата на Левин“ (1964) и „Литовски пиана“ (1966), както и сборниците с разкази „Бьолендорф и празникът на мишките“ (1965) и „Предупредителят“ (1967) (посмъртно).

## Признание
Йоханес Бобровски е смятан за най-значителния немски поет след Втората световна война, създал образци на „природната лирика“. Творчеството му се съизмерва с това на френския нобелист Сен-Джон Перс и възпламенява духа с художествената си мощ и замайващото си своеобразие. Книжовното дело на Бобровски е удостоено с много отличия.

## Награди и отличия
- 1962: Alma-Johanna-Koenig-Preis
- 1962: „Награда на Група 47“
- 1965: „Награда Хайнрих Ман“ (für „Levins Mühle“)
- 1965: Internationaler Charles-Veillon-Preis
- 1967: F.-C.-Weiskopf-Preis